# Lathiceridae
Lathiceridae zijn een familie van rechtvleugelige insecten die behoren tot de kortsprietigen. De familie werd voor het eerst wetenschappelijk gepubliceerd door Dirsh in 1954.
De soorten binnen de familie komen voor in het zuidwesten van Afrika in de landen Zuid-Afrika, Namibië en Angola.

## Taxonomie
De familie telt 4 soorten binnen 3 geslachten:
- Geslacht Batrachidacris Uvarov, 1939
  - Soort Batrachidacris rubridens (Uvarov, 1929)
- Geslacht Crypsicerus Saussure, 1888
  - Soort Crypsicerus cubicus Saussure, 1888
  - Soort Crypsicerus glabra (Miller, 1932)
- Geslacht Lathicerus Saussure, 1888
  - Soort Lathicerus cimex Saussure, 1888